# Мальцанув (Люблінське воєводство)
Мальцанув (пол. Malcanów) — село в Польщі, у гміні Луків Луківського повіту Люблінського воєводства.
Населення — 154 особи (2011).
У 1975-1998 роках село належало до Седлецького воєводства.

## Демографія
Демографічна структура станом на 31 березня 2011 року:
|          | Загалом | Допрацездатний вік | Працездатний вік | Постпрацездатний вік |
| -------- | ------- | ------------------ | ---------------- | -------------------- |
| Чоловіки | 72      | 14                 | 49               | 9                    |
| Жінки    | 82      | 24                 | 40               | 18                   |
| Разом    | 154     | 38                 | 89               | 27                   |